# Tilo Frey

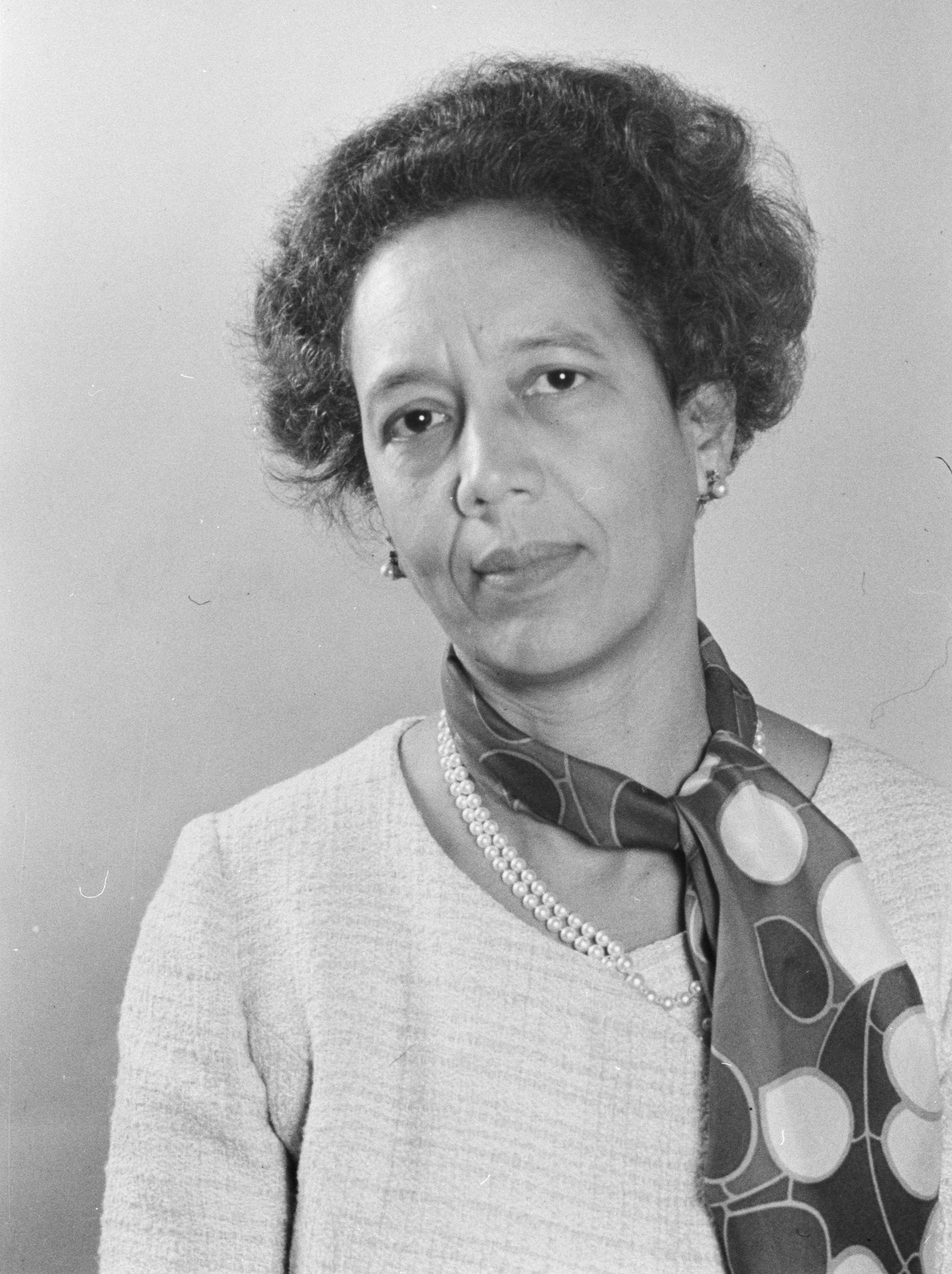
Tilo Frey (1971)

Tilo Frey (* 2. Mai 1923 in Maroua, Kamerun; † 27. Juni 2008 in Neuenburg) war eine Schweizer Politikerin (FDP). Sie war vom 29. November 1971 bis zum 30. November 1975 als erste Schwarze Mitglied des Nationalrats.

## Leben
Tilo Frey war die Tochter des Schweizers Paul Frey und der Fula Fatimatou Bibabadama aus Kamerun. Sie wurde 1923 in Maroua, Kamerun, geboren und kam mit fünf Jahren mit ihrem Vater in die Schweiz, wo sie von Katscha Frey, geb. Schindler, adoptiert wurde.
Von 1938 bis 1941 absolvierte sie das Lehrerseminar in Neuenburg und war von 1943 bis 1971 Lehrerin an der École de commerce für kaufmännische Fächer. Von 1972 bis 1976 war sie Direktorin der École professionnelle de jeunes filles. Zuletzt war sie von 1976 bis 1984 als Lehrkraft an der École professionelle commerciale tätig.
Das erste politische Amt übernahm Frey im Jahre 1964, als sie als Abgeordnete im Conseil général (Legislative) der Stadt Neuenburg tätig wurde. 1969 wurde sie in den Grossen Rat des Kantons Neuenburg gewählt. Bei den ersten Parlamentswahlen nach Einführung des Frauenstimmrechts in der Schweiz wurde Frey im Oktober 1971 als eine der elf ersten Frauen und als erste Schwarze in den Nationalrat gewählt. In einem Zeitungsinterview sagte Frey:

«Ich wollte beweisen, dass eine Frau, und dazu noch eine Nicht-Weiße, im Beruf und in der Politik ebenso gut ihre Aufgaben erfüllen kann wie ein Mann.» An anderer Stelle sagte sie: «Als ich acht Jahre alt war, tat es mir weh, wenn mir Kinder ›Negerin‹ nachriefen. Heute liesse es mich kalt.»

Im Nationalrat setzte sich Frey für die Lohngleichheit beider Geschlechter, für die Entkriminalisierung der Abtreibung und für eine verstärkte Zusammenarbeit mit den Entwicklungsländern ein. In den Jahren 1972 bis 1974 war sie als Delegierte der Interparlamentarischen Union tätig. 1973 schied sie aus dem Grossen Rat von Neuenburg, 1974 trat sie aus dem Generalrat zurück und ein Jahr später wurde sie nicht mehr in den Nationalrat gewählt.
Tilo Frey schied im Jahre 2008 im Alter von 85 Jahren durch Sterbehilfe mit Hilfe der Organisation Exit aus dem Leben. Zuvor hatte sie ihr gesamtes persönliches Archiv vernichtet.

## Ehrungen

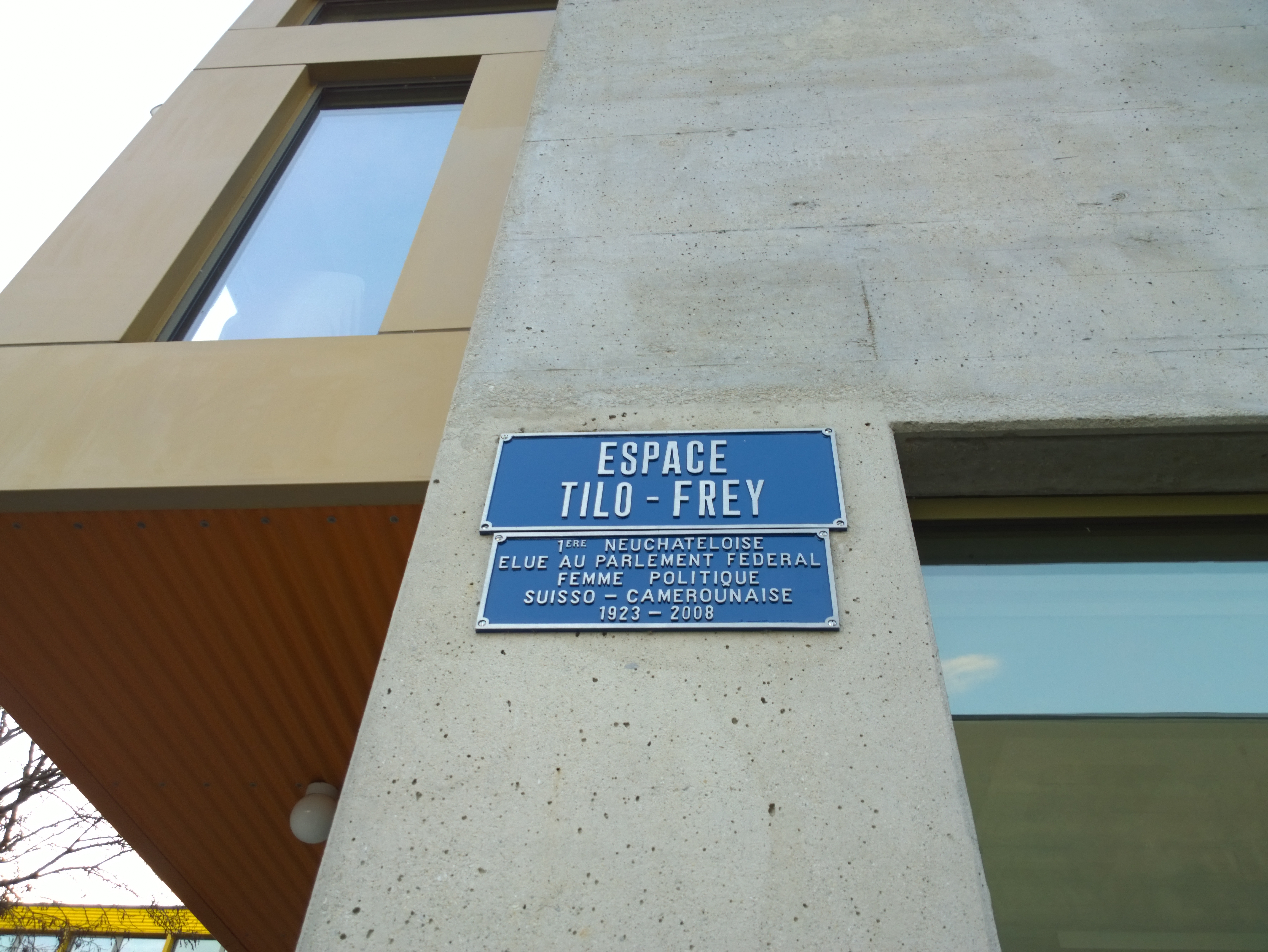
Schild des Espace Tilo-Frey in Neuenburg

2019 wurde der zentrale Platz vor der Universität Neuenburg von Espace Louis-Agassiz, benannt nach dem Naturforscher und Rassentheoretiker Louis Agassiz, in Espace Tilo-Frey umbenannt. Der Espace Tilo-Frey ist der bislang einzige Platz in der Schweiz, der einer Person of Color gewidmet ist.
2022 wurde bekannt, dass künftig am Giebelfeld des Bundeshauses in Bern ein zeitgenössisches Kunstwerk namens Tilo zu sehen sein wird. Das Konzept und die Idee zum Kunstwerk stammen von der Künstlerin Renée Levi. Es wurde als Hommage an Tilo Frey 2023 realisiert.